# Magyar Kerámia Gyár Rt.
A Magyar Kerámia Gyár Rt. egy megszűnt és nagyrészt elbontott budapesti építőipari létesítmény.

## Történet
A gyárat 1891-ben alapították meg a mai Gyömrői út – Noszlopy utca – Gergely utca – Sibrik Miklós utca közötti részén. A gyár átnyúlt a Gergely utca vonalától északabbra fekvő részekre is, itt közvetlenül mellette egy agyagbánya is nyílt.
A Magyar Kerámia Gyár Rt. termékei a következők voltak: kerámiakövek útburkoláshoz, különféle keramitlapok járdákhoz, udvarok, vásárcsarnokok, vágóhidak, fűtő- és gépházak, és mindenféle belső helyiségekhez falburkoló lapok,  nagy hordképességű keramit- és stereotéglák, chamotte-áruk, fali-, travers-, keresztmetszetű szárazon sajtolt téglák voltak.
A gyár keramitköveit az 1910-es évekre Budapesten 420.000 m2, vidéken 240.000 m2, Ausztriában 140.000 m2 kocsiút burkolásánál használták fel, a hatóságok legnagyobb megelégedésére. Burkolatokat és keramitanyagokat rendelt a gyártól Ausztria több városa, Odessza, Bukarest, Belgrád, és más vidékek. Keramitlapjait rendkívül sok magánépület, pénzügyminisztériumi palota, Magyar Mezőgazdasági Múzeum, budapesti vásárcsarnokok, vágóhidak belső helyiségeinek burkolására vette igénybe. A gyár keramitburkolatairól az 1910-es években elterjedt vélemény volt, hogy rendkívüli keménysége, tartóssága, fagy- és savállóképessége, könnyű tisztántarthatósága, szép egyenletes felülete által minden más burkoló anyagot felülmúl.
A vállalat 20. század második felében Burkolóanyag Gyár Keramit Üzeme (EM Kerámia) néven működött. A Gyömrői úti oldalon alakították ki 1963-tól az ÉM Építőanyagipari Gépjavító Vállalatot. Ezen a részen napjainkban a Hit Gyülekezete székhelye található.
Az üzem iparvágánykapcsolattal rendelkezett – a Magyar Radiátorgyár Rt. telephelyén keresztül – a Budapest–Záhony-vasútvonal felé.
A gyár megszűnt, helyén különböző cégek működnek. A Gergely utcától északra fekvő részén néhány gyárépülete és egy nagy gyárkéménye (amely hasonlít az Óbudai Téglagyár lebontott kéményéhez) felújítva még látható, a többi elbontásra került.

## Képtár

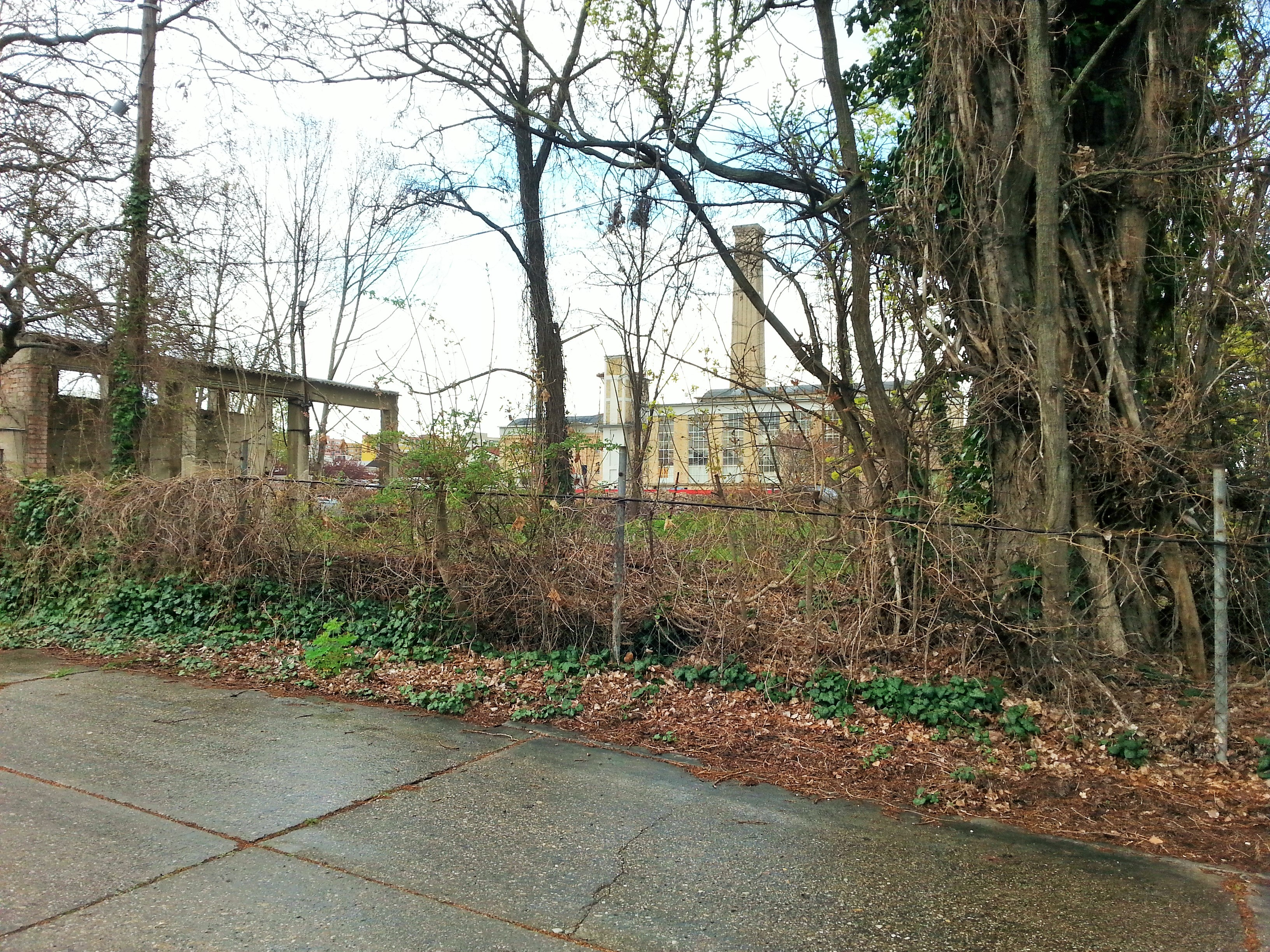
Megmaradt rész (Gergely utca 81.)
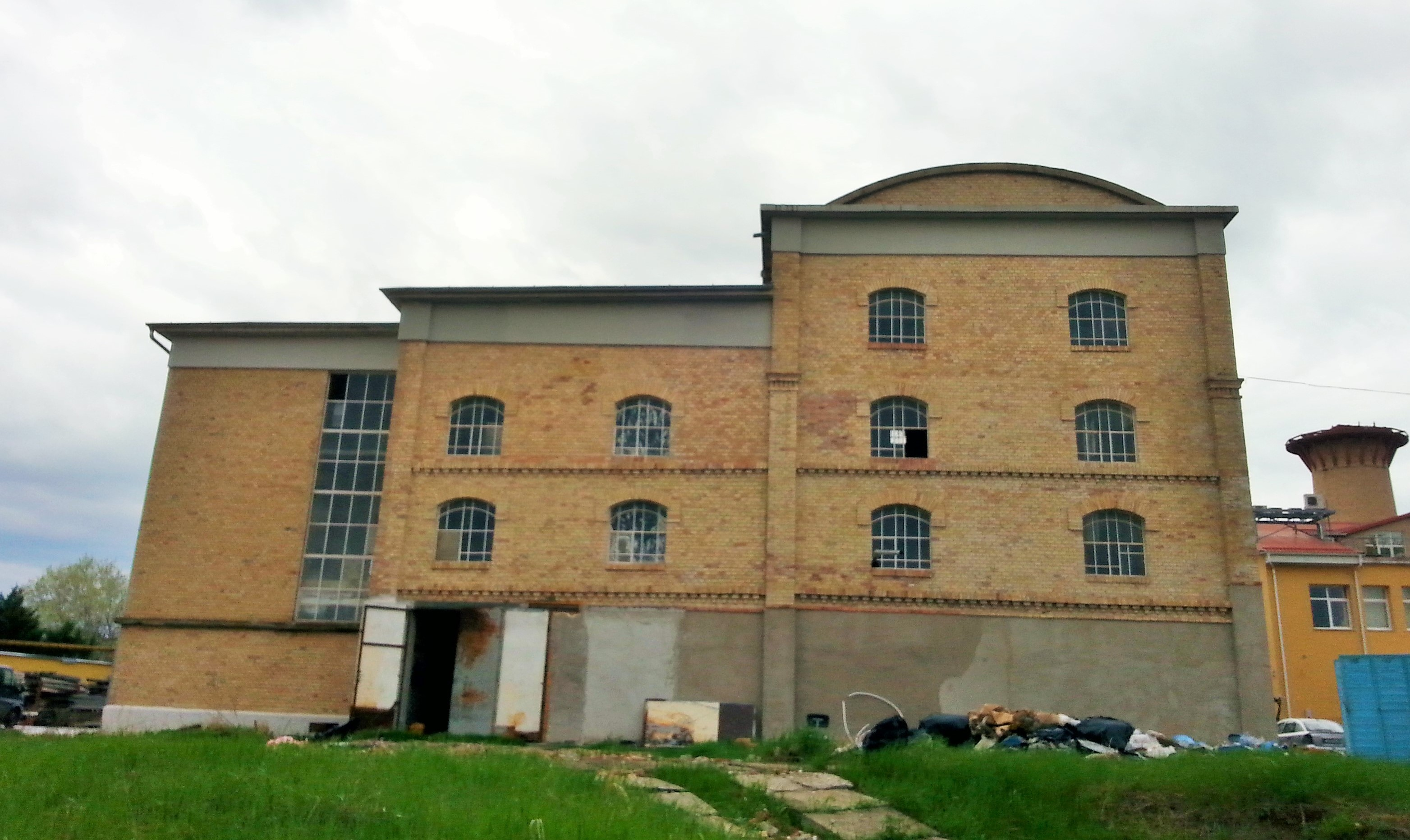
Megmaradt rész (Gergely utca 81.)
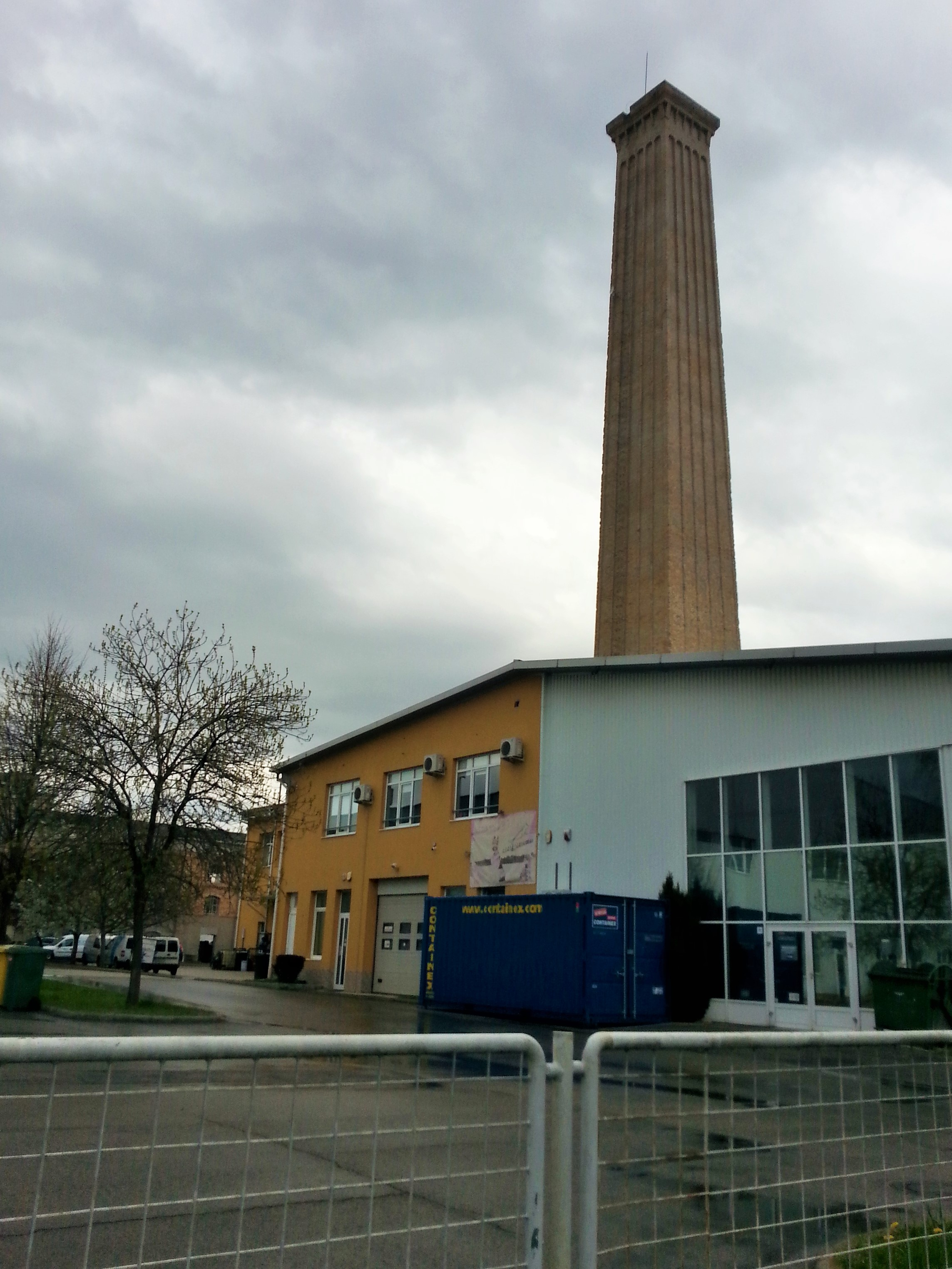
Megmaradt rész (Gergely utca 81.)
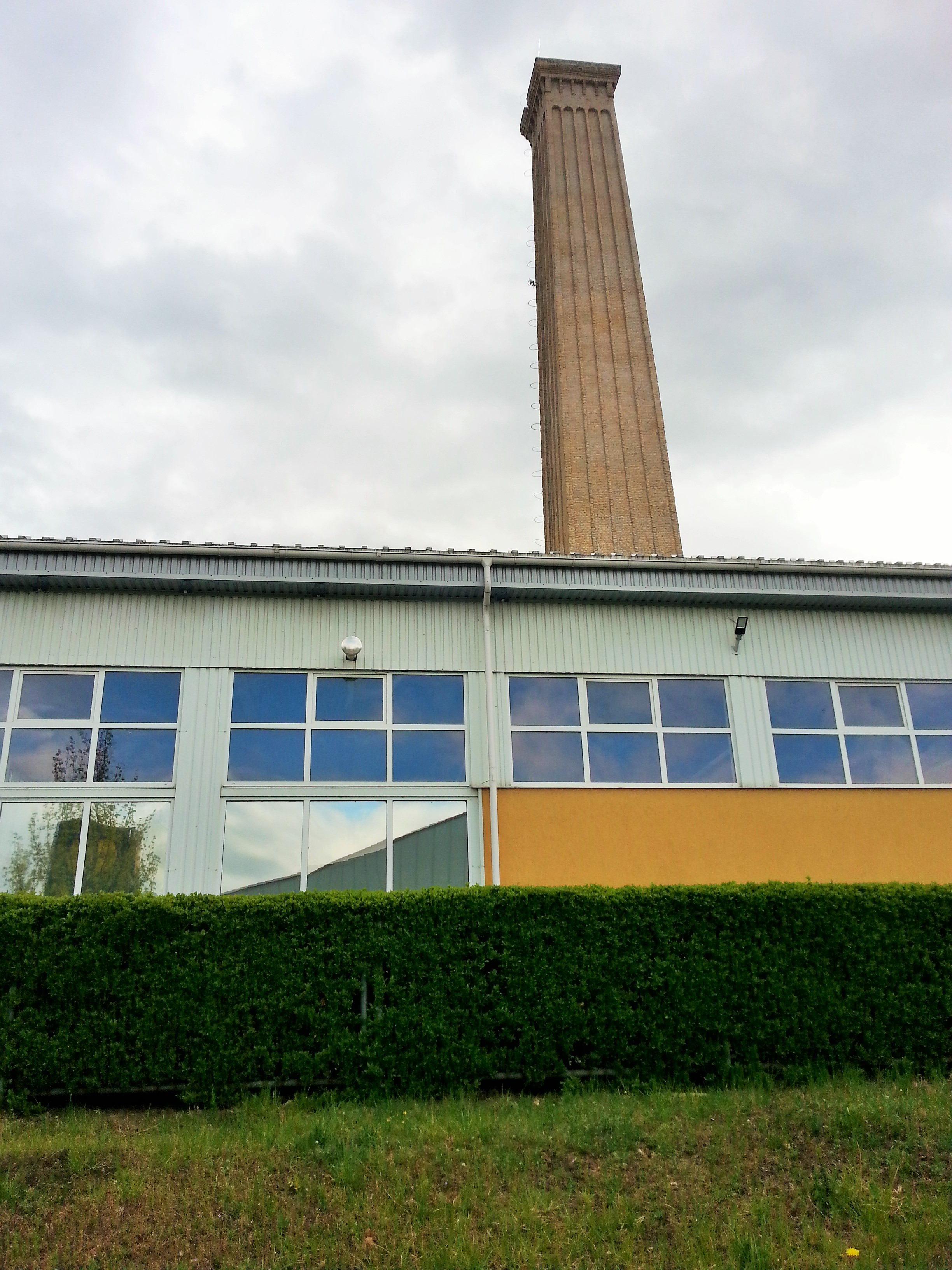
Megmaradt rész (Gergely utca 81.)
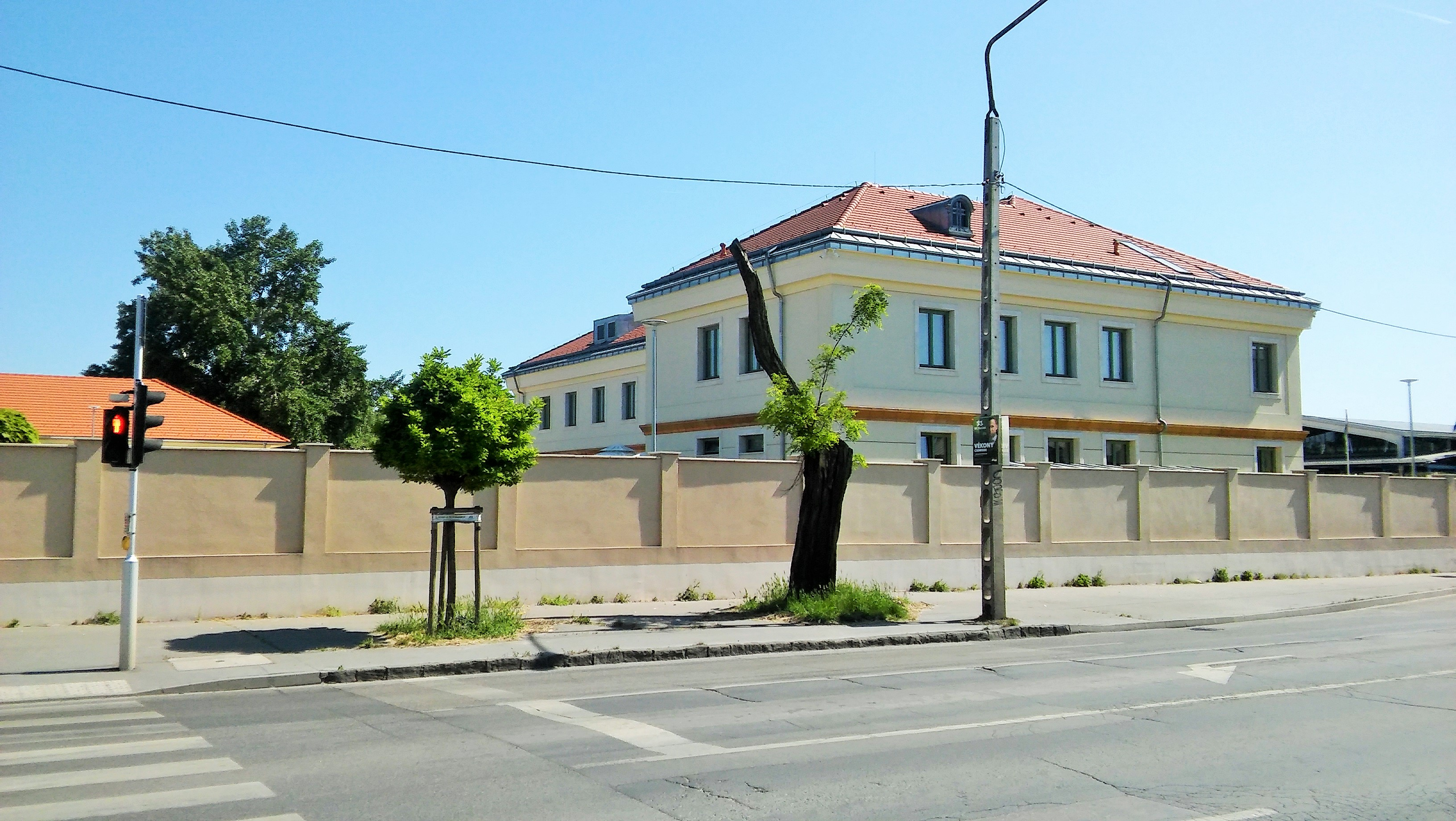
Hit Gyülekezete székhely (Gyömrői út 63.)